# Rüdiger Wichote
Wolfgang Rüdiger Wichote (* 19. Februar 1970 in München) ist ein deutscher Basketballtrainer.

## Laufbahn
Wichote war beim TSV München-Ost tätig. Ab 1998 arbeitete er als Trainer beim TSV Nördlingen, die TSV-Herrenmannschaft schaffte 2003 unter seiner Leitung den Aufstieg in die 2. Basketball-Bundesliga, des Weiteren war er in Nördlingen im Jugendbereich tätig und gewann zwei bayerische Meisterschaften. Nach dem Saisonende 2002/03 verließ Wichote Nördlingen und ging aus persönlichen Gründen nach München zurück. Zwischen 2004 und 2006 hatte er das Traineramt bei der Herrenmannschaft der BG Leitershofen/Stadtbergen inne, mit der er den Abstieg in die 2. Regionalliga hinnehmen musste.
Beim TSV Wasserburg war er drei Jahre als Jugendkoordinator beschäftigt und betreute als Trainer die Wasserburger Jugend in der Weiblichen Nachwuchs-Basketball-Bundesliga (WNBL). Bei der Herrenmannschaft des FC Bayern München war Wichote zwei Jahre für die Videosichtung zuständig. Im Sommer 2010 trat Wichote beim Bayerischen Basketball Verband eine Stelle als Landestrainer an.
2012 wurde er Trainer der Frauen der TS Jahn München in der 2. Bundesliga. 2018 erreichte er mit der TS Jahn die Meisterschaftsendspiele in der 2. Bundesliga Süd, dort musste man sich dem USC Freiburg geschlagen geben. 2019 stand er mit Jahn im Zweitliga-Halbfinale und verpasste den erneuten Einzug in die Endspiel knapp. Wichote war bei der TS Jahn auch in der Jugendarbeit tätig, leitete den Nachwuchsbereich des Vereins und führte die weibliche U16 im Trainergespann mit Petra Fackler im Jahr 2018 zum Gewinn der deutschen Jugendmeisterschaft. In seine Amtszeit als Leiter der Jahn-Jugendarbeit fielen im weiblichen Nachwuchsbereich weitere Erfolge, darunter der Gewinn des Meistertitels in der Weiblichen Nachwuchs-Basketball-Bundesliga (WNBL) 2018 sowie zweite Plätze bei deutschen Meisterschaften (2015 in der U15, 2017 in der WNBL). Im Sommer 2019 endete Wichotes Tätigkeit bei der TS Jahn München.
In der Saison 2020/21 betreute er die Regionalliga-Herrenmannschaft des TuS Bad Aibling als Trainer. Im April 2021 wurde er als neuer Cheftrainer des Damen-Bundesligisten TSV Wasserburg vorgestellt und Ende Januar 2022 aus sportlichen Gründen beurlaubt.
Wichote ist Dozent in der Trainerausbildung sowie Mitglied der Prüfungsgruppe des Deutschen Basketball Bunds (DBB), die Prüfungen im Rahmen der Erlangung von A- und B-Trainerlizenzen abnimmt. Ebenfalls beim DBB war er 2012 Assistenztrainer der Damennationalmannschaft unter Bundestrainer Andreas Wagner, 2014 dann unter Bundestrainerin Alexandra Maerz. Er war auch Assistenztrainer der deutschen U20-Nationalmannschaft.